# رون شيبر
رون شيبر (بالإنجليزية: Ron Schipper)‏ هو مدرب رياضي أمريكي، ولد في 7 أغسطس 1928 في زيلاند في الولايات المتحدة، وتوفي في 27 مارس 2006.

## وصلات خارجية
- رون شيبر على موقع إن إن دي بي (الإنجليزية)